# 藤枝市立朝比奈第一小学校
藤枝市立朝比奈第一小学校（ふじえだしりつあさひなだいいちしょうがっこう）とは静岡県藤枝市に所在する公立小学校である。校名に第一が付けられているのは、かつて朝比奈第二小学校、第三小学校があったためである。朝比奈小学校に校名を変更することも検討されたものの見送られ、現在に至る。

## 学区
- 岡部町羽佐間、岡部町殿、岡部町野田沢、岡部町新舟、岡部町宮島、岡部町玉取、岡部町青羽根

## 中学校区
- 藤枝市立岡部中学校

## 学校教育目標
心豊かに学ぶ子